# Акумуляція капіталу
«Акумуляція капіталу. До економічного обґрунтування імперіалізму» (нім. Die Akkumulation des Kapitals: Ein Beitrag zur ökonomischen Erklärung des Imperialismus) — книга Рози Люксембурґ, уперше опублікована 1913 року; єдина робота Люксембурґ з економіки, опублікована за її життя. У своїй праці Люксембурґ висуває тезу про те, що збільшення акумуляції капіталу можливе лише за рахунок розширення сфер експлуатації «некапіталістичного середовища» менш розвинених країн. Спираючись на це, Люксембурґ визначає імперіалізм як політику боротьби капіталістичних держав за частину «світового некапіталістичного середовища», що залишається поза сферою їх контролю.
Борис Кагарлицький назвав книгу «одним із основних текстів сучасного марксизму», і хоча теоретики світ-системної школи змінили термінологію Люксембурґ, вони зберегли її логіку. Теза Люксембурґ була новою для ортодоксальних марксистів, які вважали капіталізм замкнутою системою, тому не розглядали розвиток країн залежать від інших країн, натомість вважаючи, що «всі країни проходять одні й самі етапи, наздоганяючи одна одну».

## Синопсис
Полемізуючи, Люксембурґ стверджувала, що капіталізмові необхідно постійно розширюватися в некапіталістичні ділянки, щоб отримати доступ до нових джерел пропозиції, ринків додаткової вартості та резервуарів робочої сили. На думку Люксембурґ, Маркс припустився помилки в «Капіталі», яка полягає в тому, що пролетаріат не міг дозволити собі купувати товари, які він виробляв, і тому, за його власними критеріями, капіталісти не могли отримувати прибуток у закритій капіталістичній системі, оскільки попит на товари був би занадто низькими, і тому більшість вартості товарів не могла б бути перетворена на гроші. Тому, на думку Люксембурґ, капіталісти прагнули отримати прибуток за рахунок навантаження надлишків товарів у некапіталістичні економіки, звідки й виник феномен імперіалізму, коли капіталістичні держави прагнули домінувати над слабкішими економіками. Одначе це призвело до руйнування некапіталістичних економік, оскільки вони дедалі більше поглиналися капіталістичною системою. Проте з руйнуванням некапіталістичних економік не залишатиметься ринків, на які можна було б вивантажувати надлишки товарів, що призведе до краху капіталізму.

## Видання українською
- Люксембург Р. Акумуляція капіталу / Пер. з нім. В. Щербаненка. К.: ДВУ, 1929;
- Люксембурґ, Р. Акумуляція капіталу. До економічного обґрунтування імперіалізму / Пер. з нім. В. Щербаненка. — К.: Rosa-Luxemburg-Stiftung в Україні; АРТ-КНИГА, 2019.